# Brotherobryum macgregorii
Brotherobryum macgregorii är en bladmossart som beskrevs av Fleischer 1914. Brotherobryum macgregorii ingår i släktet Brotherobryum och familjen Dicranaceae. Inga underarter finns listade i Catalogue of Life.